# Najurzou
Najurzou (en georgiano: დაჩა; en abjasio: Нахурзоу) es una aldea que pertenece a la parcialmente reconocida República de Abjasia, dentro del distrito de Ochamchire, aunque de iure es parte del municipio de Ochamchire de la República Autónoma de Abjasia de Georgia.

## Geografía
Najurzou se encuentra a 35 km de Ochamchire. Las aldea se administra desde el pueblo de Atara.  